# Palazzo della Banca Commerciale Italiana (Milano)
Il palazzo della Banca Commerciale Italiana è un palazzo storico di Milano situato in piazza della Scala al civico 6 e oggi sede della sezione dedicata al XX secolo delle Gallerie d'Italia - Milano.

## Storia
All'inizio del XX secolo, nel pieno dei rifacimenti del centro storico milanese, cominciava a delinearsi la nuova area finanziaria di Milano dove si sarebbero concentrate le banche e le attività finanziarie della città. Sotto quest'ondata di costruzioni, i vertici della Banca Commerciale Italiana decisero di dotarsi di una nuova sede, ben più prestigiosa di quella dell'epoca.
Il progetto della sede fu affidato a Luca Beltrami, uno degli architetti milanesi più in vista dell'epoca; la scelta dell'architetto tuttavia non fu solo dettata dalla sua fama. La costruzione del nuovo palazzo sarebbe dovuta passare sulla demolizione dell'antica e ormai sconsacrata chiesa di San Giovanni Decollato alle Case Rotte, da molti secoli luogo di sepoltura dei condannati a morte, e la fama del Beltrami, avrebbe facilitato l'ottenere concessioni ed evitato varie interruzioni.
All'angolo con via Manzoni, prima della demolizione per permettere la costruzione della nuova sede della banca, sorgeva il Caffè Martini, famoso per essere diventato il punto di ritrovo dei patrioti milanesi dopo il 1848.

## Architettura
Per le forme del palazzo il Beltrami, si ispirò alle forme neoclassiche del Teatro alla Scala. Tale scelta non è casuale: lo stile classicheggiante, rispetto al liberty di moda all'epoca, contribuisce a dare un aspetto serio e grandioso più consono alla sede di un istituto bancario, e crea una simmetria nella piazza rispetto al celebre teatro. Della facciata in marmo, l'elemento predominante è sicuramente il frontone centrale, sorretto da un ordine gigante di colonne con capitelli jonici. Il perimetro superiore della facciata è concluso da un attico.
Col medesimo stile e altrettanta eleganza, era arredato l'interno, dove spiccavano la hall e lo scalone che portava al primo piano. Degni di nota sono anche i sotterranei che ospitano il caveau con le vecchie cassette di sicurezza in ferro battuto dell'epoca.